# Keith Rowley
Keith Christopher Rowley (sinh ngày 24 tháng 10 năm 1949) là một chính trị gia người Trinidad và Tobagonian, là Thủ tướng của Trinidad và Tobago kể từ ngày 9 tháng 9 năm 2015. Ông đã lãnh đạo Phong trào Dân tộc Nhân dân từ tháng 5 năm 2010 và là Lãnh đạo của phe Đối lập từ năm 2010 đến năm 2015.  Ông cũng từng là Thành viên Hạ viện cho Diego Martin West từ năm 1991. Ông là một nhà núi lửa học đã lấy bằng tiến sĩ địa chất, chuyên về địa hóa.

## Sự nghiệp
Rowley là học sinh của Trường trung học Bishop's, Tobago, và tốt nghiệp Đại học West Indies (Mona). Ông có bằng tốt nghiệp đại học địa chất, chuyên về địa hóa. Ông lần đầu tiên phục vụ trong Quốc hội với tư cách là Thượng nghị sĩ đối lập từ năm 1987 đến năm 1990 (Quốc hội thứ 3). Sau đó, ông được bổ nhiệm làm Bộ trưởng Nông nghiệp, Đất đai và Tài nguyên biển (Quốc hội thứ 4), Bộ trưởng Kế hoạch và Phát triển và Bộ trưởng Bộ Nhà ở (Quốc hội thứ 8) và Bộ trưởng Bộ Thương mại và Công nghiệp (Quốc hội thứ 9).

## Lãnh đạo phe đối lập
Sau thất bại của Phong trào Dân tộc Nhân dân trong cuộc tổng tuyển cử năm 2010, Rowley được bổ nhiệm làm Lãnh đạo phe đối lập. Rowley đã phục vụ trong một số ủy ban của quốc hội. Năm 2004, ông chủ trì Ủy ban lựa chọn chung của Quốc hội, nơi đã xem xét và đưa ra các khuyến nghị cho việc truyền hình trực tiếp các cuộc tranh luận của quốc hội.